# Bruma (futbolista)
Armindo Tué Na Bangna (Bisáu, Guinea-Bisáu, 24 de octubre de 1994), conocido deportivamente como Bruma, es un futbolista luso-bisauguineano que juega en la posición de centrocampista en el S. L. Benfica de la Primeira Liga.

## Trayectoria

### Sporting de Lisboa
Hizo su debut como profesional en la temporada 2012-13, a partir de el equipo B en el Segunda División. El 6 de diciembre de 2012 anotó dos veces contra C. F. União, pero era también expulsado y su equipo perdió el partido de ida por 2-3.
El 10 de febrero de 2013, a la edad de 18 años, hizo su debut oficial con el primer equipo, jugando la primera mitad de la pérdida 0-1 contra C. S. Marítimo. Marcó su primer gol en la siguiente jornada, anotando el primer tanto del partido en la victoria por 3-2 ante el Gil Vicente F. C.

### Galatasaray
El 3 de septiembre de 2013, después de una larga y amarga disputa contractual con el Sporting, resuelta en última instancia a favor del club, Bruma firmó un contrato de cinco años con los gigantes turcos del Galatasaray de 10 millones de €. Hizo su debut diez días más tarde contra el Antalyaspor, al entrar como suplente en un empate 1-1. 
Bruma hizo su primera aparición en la Liga de Campeones de la UEFA el 17 de septiembre de 2013, jugando unos 30 minutos en la dolorosa derrota 1-6 en casa ante el Real Madrid en la fase de grupos. Hizo su primera asistencia para su nuevo club en un derbi local ante el Beşiktaş, en una victoria por 2-1, y anotó su primer gol contra el Balikesirspor el 18 de diciembre, en la victoria por 4-0 en la Copa de Turquía de la campaña. 
El 15 de enero de 2014, también en la copa doméstica en un partido contra el Tokatspor, Bruma sufrió una grave lesión de rodilla, pasando a ser dejados de lado durante la mayor parte de la temporada. Debido a esto y la restricción de jugadores extranjeros permitidos por equipo, era cedido al Gaziantepspor para el resto de la temporada, pero sin embargo no llegó a jugar ningún partido.

### Real Sociedad
El 14 de julio de 2015 Bruma fue cedido por un año a la Real Sociedad de Fútbol de la Primera División de España, con una opción de compra al finalizar la campaña de unos 8 millones de €. 
Su debut se produjo en la primera jornada de liga en un empate sin goles ante el R. C. Deportivo de La Coruña en Riazor. Su primer gol llegó el 3 de diciembre en la Copa del Rey en la ida de los dieciseisavos en una derrota por 2-1 ante la U. D. Las Palmas. En liga, anotó su primera diana el 30 de diciembre con un bonito remate por la escuadra en la derrota por 3-1 ante el Real Madrid C. F. en el Estadio Santiago Bernabéu. Cuatro días después, volvió a marcar un gran gol de volea en el empate a dos ante el Rayo Vallecano.

### RB Leipzig
El 4 de junio de 2017 se hizo oficial la transferencia al club alemán RB Leipzig. El 19 de agosto del mismo año, debutó en la Bundesliga jugando 15 minutos en la derrota 0-2 ante el Schalke 04.

## Selección nacional
Participó con su selección en el Campeonato Europeo Sub-19 de 2012. En el torneo logró marcarle un gol a España en un partido correspondiente a la primera ronda. Además, al año siguiente, fue convocado para el Mundial Sub-20 de Turquía donde en el primer partido del campeonato frente a Nigeria, anotó 2 goles.

### Participaciones con la selección
| Torneo                                | Sede    | Resultado        | Partidos | Goles |
| ------------------------------------- | ------- | ---------------- | -------- | ----- |
| Campeonato Europeo Sub-19 de 2012     | Estonia | Primera ronda    | 3        | 2     |
| Copa Mundial de Fútbol Sub-20 de 2013 | Turquía | Octavos de final | 4        | 5     |

## Clubes
| Club                            | País         | Año       | Partidos | Goles |
| ------------------------------- | ------------ | --------- | -------- | ----- |
| Sporting C. P. "B"              | Portugal     | 2012-2013 | 25       | 7     |
| Sporting C. P.                  | Portugal     | 2013      | 13       | 1     |
| Galatasaray S. K.               | Turquía      | 2013-2017 | 85       | 15    |
| Real Sociedad (cedido)          | España       | 2015-2016 | 33       | 3     |
| R. B. Leipzig                   | Alemania     | 2017-2019 | 67       | 10    |
| PSV Eindhoven                   | Países Bajos | 2019-2023 | 81       | 15    |
| Olympiacos de El Pireo (cedido) | Grecia       | 2020-2021 | 26       | 6     |
| Fenerbahçe S. K. (cedido)       | Turquía      | 2022-2023 | 5        | 0     |
| S. C. Braga                     | Portugal     | 2023-2025 | 90       | 28    |
| S. L. Benfica                   | Portugal     | 2025-     | 14       | 1     |

## Palmarés

### Títulos nacionales
| Título                        | Club              | País         | Año  |
| ----------------------------- | ----------------- | ------------ | ---- |
| Copa de Turquía               | Galatasaray S. K. | Turquía      | 2014 |
| Superliga de Turquía          | Galatasaray S. K. | Turquía      | 2015 |
| Copa de Turquía               | Galatasaray S. K. | Turquía      | 2015 |
| Supercopa de Turquía          | Galatasaray S. K. | Turquía      | 2016 |
| Superliga de Grecia           | Olympiacos F. C.  | Grecia       | 2021 |
| Supercopa de los Países Bajos | PSV Eindhoven     | Países Bajos | 2021 |
| Copa de los Países Bajos      | PSV Eindhoven     | Países Bajos | 2022 |
| Copa de la Liga de Portugal   | S. C. Braga       | Portugal     | 2024 |